# Большой Тигиль
Большой Тигиль — река на северо-востоке Камчатского края.
Длина реки — 55 км, площадь водосборного — 510 км². Протекает по территории Олюторского района Камчатского края. Впадает в Берингово море (бухта Большой Тигиль).

## Данные водного реестра
По данным государственного водного реестра России относится к Анадыро-Колымскому бассейновому округу.
Код объекта в государственном водном реестре — 19060000212120000002310.